# Exoneura subexcavata
Exoneura subexcavata är en biart som beskrevs av Rayment 1951. Exoneura subexcavata ingår i släktet Exoneura och familjen långtungebin. Inga underarter finns listade i Catalogue of Life.